# Łuna 12
Łuna 12 (ros. Луна-12) – radziecka bezzałogowa sonda kosmiczna wystrzelona w ramach programu Łuna. Była bliźniaczą sondą Łuny 11. Stała się trzecim radzieckim sztucznym satelitą Księżyca.

## Przebieg misji
Łuna 12 została wystrzelona z kosmodromu Bajkonur 22 października 1966 roku. Jej masa wynosiła około 1600 kg. Głównym celem tego eksperymentu było dalsze udoskonalenie aparatury naukowo-badawczej i przeprowadzenie jeszcze dokładniejszych niż dotychczas badań Księżyca i jego bezpośredniego otoczenia. Zgodnie z programem w dniu 23 października o godzinie 22:12 czasu moskiewskiego dokonano poprawki toru, po jakim poruszał się próbnik. W dniu 25 października o godzinie 23:47 czasu moskiewskiego został włączony silnik hamujący. Łuna 12 stała się trzecim radzieckim sztucznym satelitą Księżyca. Najmniejsza odległość orbity od powierzchni Księżyca wynosiła pierwotnie około 100 km, a największa – około 1700 km. Okres obiegu Łuny 12 był równy 3 godzinom i 25 minutom. Natomiast nachylenie orbity względem równika księżycowego okazało się bardzo nieznaczne.
Łuna 12 miała za zadanie szczególnie dokładne zbadanie okolic powierzchni Księżyca położonych blisko równika. W przeciwieństwie do Łuny 10 i Łuny 11 nowy obiekt został wyposażony w aparaturę fotograficzną przeznaczoną do wykonywania zdjęć rejonów, nad którymi przelatywała. Zdjęcia te były następnie wywoływane na pokładzie sondy. Ze zdjęć tych odpowiednie urządzenia samoczynnie robiły odbitki. Kolejny etap stanowiło przekazanie tych zdjęć przez aparaturę telewizyjną, przy czym stosowana tu liczba linii wynosiła 1100. Na zdjęciach odtwarzane były obszary o rozmiarach około 50 km². Obrazy powierzchni Księżyca w rejonie Morza Deszczów i krateru Aristarchusa pokazywały kratery o średnicy 15–20 m. Oprócz dostarczonych zdjęć sonda badała pola siły ciążenia Księżyca, promieniowanie rentgenowskie i gamma wysyłane z powierzchni tego ciała, a także promieniowań korpuskularnych w otoczeniu Księżyca oraz strumieni meteorytów. Działanie urządzeń Łuny 12 ustało 19 stycznia 1967 roku podczas 602 okrążenia Księżyca.